# Стрежанський рудник
Стрежанський рудник — підприємство гірничорудної промисловості на сході Казахстану.
Рудник, що почав роботу в 2022 році, створили для розробки Стрежанського колчедан-поліметалічного родовища (виявлене в 1969-му та дорозвідане в 1970-х роках). Середній вміст металів у руді становить 1,88 % міді, 5,1 % цинку та 0,86 % свинцю.
За проєктом, виробничий майданчик має включати чотири транспортні ухили, які починатимуться на відмітках від 700 до 894 метрів над рівнем моря та проходитимуть до відмітки 500 метрів (родовище лежить всередині гори).
Рудник розташований за кілька десятків кілометрів від Риддерської збагачувальної фабрики концерну «Казцинк», втім, анонсувалось, що його продукція може постачатись на значно більш віддалену Алтайську збагачувальну фабрику, де в 2020-х роках очікують на закриття останнього рудника.
Максимальна річна потужність Стрежанського рудника становить 360 тисяч тонн руди, а термін існування визначили у 18 років з урахуванням будівництва (робота на максимальній потужності планується протягом 10 років).
Проєктом опікується компанія «Риддер-Поліметал».